# Charles Le Goux de la Berchère
Charles Le Goux de la Berchère (Vif, 23 ottobre 1647 – Narbona, 2 giugno 1719) è stato un arcivescovo cattolico francese.

## Biografia

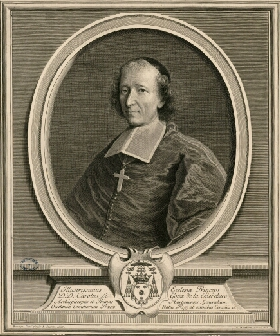
Charles Le Goux de La Berchère in una stampa

Proveniente da un'antica famiglia di Borgogna, Charles era figlio di Pierre Le Goux de La Berchere (1600-1653), primo presidente del parlamento di Digione (1631-1637), poi del parlamento di Grenoble e Louise Joly de Blaisy. La statua orante della tomba di suo nonno, Jean-Baptiste Goux de La Berchère (1568-1631), presidente del parlamento di Digione dal 1627 al 1631, è oggi nella cattedrale di Digione.
Charles Le Goux de La Berchere nacque mentre sua madre era in viaggio per raggiungere il marito a Grenoble. Quando morì (1653), tornarono a Digione, poi, nel 1662, Charles fu mandato al College Harcourt di Parigi; studiò teologia e ottenne un dottorato alla Sorbona. Rimase quindi al seminario di dei sulpiziani. Divenne elemosiniere del re Luigi XIV grazie al merito di sua madre e lo seguì durante le sue campagne nelle Fiandre. Nominato vescovo di Lavaur il 18 giugno 1677, scrisse gli statuti sinodali per la sua diocesi, pubblicati a Tolosa nel 1679. Il re lo collocò poi all'arcidiocesi di Aix il 12 novembre 1685; tuttavia, Innocenzo XI, al tempo in conflitto con Luigi XIV, non mandò le proprie bolle e Charles Le Goux amministrò la sua diocesi solo come vicario generale del capitolo.

### Arcivescovo di Albi
Nel gennaio del 1687 divenne arcivescovo di Albi, ma, per lo stesso motivo, non ricevette l'approvazione da Roma per il seggio vescovile fino al 12 ottobre 1692. Portò nella sua diocesi alcune suore di Gaillac per occuparsi dei malati nel nuovo ospedale che aveva costruito ad Albi. Ottenne dalla chiesa di Sant'Eulalia di Bordeaux alcune reliquie di san Claro, primo vescovo di Albi, che aveva messo in una cassa d'argento e donato alla sua cattedrale. Berchère fece molte visite pastorali nella sua diocesi: fu perfetto esempio di un prelato tridentino. Queste visite pastorali rappresentano una fonte inestimabile per la storia della diocesi di Albi e del cattolicesimo nella Francia di Luigi XIV.

### Arcivescovo di Narbona
Dopo la morte del cardinale Piero Bonsi, il 15 agosto 1703 il re gli affidò l'arcidiocesi di Narbona. Ricevette l'approvazione da Roma e il pallio a novembre e giurò fedeltà al re a Versailles il 27 giugno 1704. Allo stesso tempo fu incaricato come presidente degli stati della Linguadoca, dal 24 agosto Luigi XIV. Fu presidente dell'assemblea del clero nel 1715 e in questa occasione salutò il giovane Luigi XV. Pubblicò gli statuti sinodali il 17 giugno 1708 e un nuovo breviario nel 1709, in cui l'ufficio conserva la vecchia struttura, ma i testi sono completamente rifatti e l'antifonario rompe con il vecchio canto medievale. Riprese la costruzione della navata della cattedrale dei Santi Giusto e Pastore la cui prima pietra posò nel 1708, in cui fu sigillata una cassetta contenente reliquie dei due santi.
Grande studioso, Charles Le Goux de La Berchère aveva creato una splendida biblioteca che rimase al suo successore, René François de Beauvau du Rivau, ma che fu messa all'asta dopo la morte di quest'ultimo; alcuni dei suoi libri sono conservati presso la Biblioteca universitaria di Tolosa. Nel 1706 fu nominato membro onorario della nuova Accademia delle scienze e delle lettere di Montpellier. Fu l'iniziatore della raccolta lapidaria degli arcivescovi di Narbona: aveva fatto riemergere, nel giardino e sotto la grande scalinata del nuovo palazzo, elementi degli antichi monumenti scomparsi.
Ma soprattutto, fu lui che, il 24 gennaio 1708, nella sua veste di presidente, propose agli Stati della Linguadoca di avere una storia completa della provincia, redatta a proprie spese, aprendo così la strada alla pubblicazione tra il 1730 e il 1745 del Storia generale della Linguadoca. Seguì con attenzione questo lavoro: dopo aver confidato i suoi scritti ai benedettini di San Mauro, il priore generale nominò due famosi storici, Pierre Auzieres e Antoine-Gabriel Marchand. Visitarono le biblioteche della provincia per cinque anni e probabilmente consultarono i registri delle deliberazioni degli stati; ma non manifestarono l'intenzione di saccheggiare gli archivi, e presto entrarono in conflitto con l'arcivescovo. Chiese il loro licenziamento, ma ottenne solo la nomina di altri due studiosi, Claude Devic e Joseph Vaissète (1715). Mons. de La Berchère sosterrà il loro lavoro fino alla sua morte, avvenuta il 2 giugno 1719, senza conoscerne l'esito. Aveva anche approvato nel 1719, dall'assemblea del clero, la ristampa della Gallia Christiana.
Charles Goux La Berchere fu sepolto nella cappella di San Carlo nella cattedrale.

## Genealogia episcopale e successione apostolica
La genealogia episcopale è:
- Cardinale Guillaume d'Estouteville, O.S.B.Clun.
- Papa Sisto IV
- Papa Giulio II
- Cardinale Raffaele Sansone Riario
- Papa Leone X
- Papa Paolo III
- Cardinale Francesco Pisani
- Cardinale Alfonso Gesualdo di Conza
- Papa Clemente VIII
- Cardinale Pietro Aldobrandini
- Cardinale Laudivio Zacchia
- Cardinale Antonio Barberini, O.F.M.Cap.
- Cardinale Nicolò Guidi di Bagno
- Arcivescovo François de Harlay de Champvallon
- Arcivescovo Charles Le Goux de la Berchère

La successione apostolica è:
- Vescovo Cyprien-Gabriel Bénard de Résay (1692)
- Vescovo Henri de Briqueville de La Luzerne (1693)
- Vescovo Paul-Louis-Philippe de Lézay de Lusignan (1693)
- Arcivescovo Claude de Saint-Georges (1693)
- Vescovo Jean-Baltazar de Cabanes de Viens (1693)
- Vescovo Jean-François Brizay de Denonville (Brezay) (1693)
- Vescovo Jean-Baptiste de Verthamon (1694)
- Vescovo Joachim-Joseph d’Estaing de Saillans (1694)
- Vescovo Daniel de Francheville (1694)
- Vescovo Louis Milon (1694)
- Vescovo Claude de la Roche-Aymon (1704)
- Vescovo Henri du Puget (1710)

## Opere
- Harangue faite au Roy sur son avènement à la couronne & sur la mort du Roy son bisaïeul, par Monseigneur l'Archevêque de Narbonne, président de l'assemblée générale du clergé, le mardy 3 septembre de l'année 1715, Paris, 1715.